# 683
Évszázadok: 6. század – 7. század – 8. század
Évtizedek: 630-as évek – 640-es évek – 650-es évek – 660-as évek – 670-es évek – 680-as évek – 690-es évek – 700-as évek – 710-es évek – 720-as évek – 730-as évek
Évek: 678 – 679 – 680 – 681 –  682 – 683 – 684 – 685 – 686 – 687 – 688

## Események

### Európa
- Meghal II. Leo pápa. Utódjául II. Benedictust választják, de császári jóváhagyása és felszentelése egy évet késik.[1]

### Omajjád Kalifátus
- Az I. Jazíd kalifa elleni elégedetlenkedés nyílt lázadásba csap át. Abdalláh ibn al-Zubajr (Abu Bakr, az első kalifa unokája) maga mellé állítja a mekkaiakat, mire Jazíd utasítja a medinai kormányzót hogy tartóztassa le. A kormányzó csapatait azonban legyőzik, maga fogságba esik. A kalifa erre 12 ezres sereget küld a lázadók ellen, akikhez csatlakoznak a háridzsiták is. Az omajjád sereg az al-harrai csatában legyőzi ibn al-Zubajr híveit, kifosztja Medinát, majd blokád alá veszi Mekkát, ahol az ostrom során kigyullad a Kába-kő épülete.
- Novemberben váratlanul meghal Jazíd és hadvezére felhagy Mekka ostromával. Szíriában fiát, a 19 éves II. Muáviját, míg Mekkában ibn al-Zubajrt kiáltják ki kalifának.
- Észak-Afrikában a keresztény Kuszajla vezette berberek a vescerai csatában legyőzik és megölik Ukba ibn Náfit, Ifrikíja meghódítóját és kormányzóját. A berberek elfoglalják Kairuánt, a muszlimok visszavonulnak Kürenaikába.

### Távol-Kelet
- Kao-cung kínai császár állapota több évtizedes betegeskedés után válságossá válik. Az év végén megvakul és bár az érvégés hatására visszanyeri látását, december 27-én meghal. Utódja fia, Csung-cung, de a tényleges hatalom, akárcsak korábban, anyja, Vu Cö-tien császárné kezében marad.
- Tenmu japán császár elrendeli, hogy ezüstpénz helyett csak rézpénzt szabad használni. Három nappal később - valószínűleg az ellenállás hatására - továbbra is engedélyezi az ezüstérmék használatát.

### Amerika
- Meghal a maja Palenque királya, Kʼinich Janaabʼ Pakal (vagy Nagy Pakal). 68 éves uralkodásával rekordot állított fel, amit csak XIV. Lajos múl majd felül ezer évvel később. Utóda fia, II. Kʼinich Kan Bahlam.

## Születések
- Monmu, japán császár
- Bilge, türk kagán
- Ji Hszing, kínai csillagász, matematikus, feltaláló

## Halálozások
- július 3. – II. Leo, római pápa[1]
- augusztus 28. – K'inich Janaab' Pakal, a maja Palenque királya
- november 11. – I. Jazíd, Omajjád kalifa
- december 27. - Tang Kao-cung, kínai császár
- Ukba ibn Náfi, arab hadvezér, kormányzó

## Fordítás
- Ez a szócikk részben vagy egészben  a(z)   683 című angol Wikipédia-szócikk ezen változatának fordításán alapul.  Az eredeti cikk szerkesztőit annak laptörténete sorolja fel. Ez a jelzés csupán a megfogalmazás eredetét és a szerzői jogokat jelzi, nem szolgál a cikkben szereplő információk forrásmegjelöléseként.